# Ctesibi

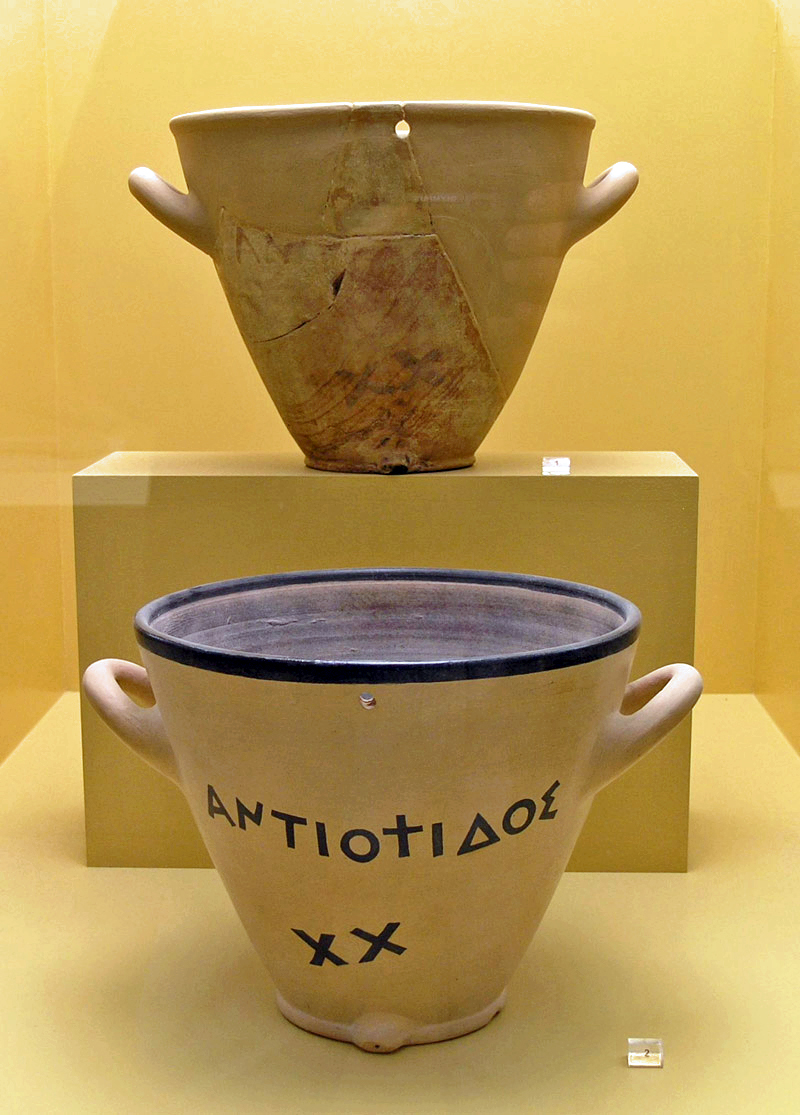
Reconstrucció d'un rellotge hidràulic grec (Museu de l'Àgora, Atenes)

Ctesibi d'Alexandria (Ctesíbios en grec antic Κτησίϐιος/Ktêsíbios) va ser un inventor i matemàtic nascut a Alexandria (Egipte ptolemaic) que va viure a la meitat del segle III aC, principalment en el regnat de Ptolemeu III Evergetes I (246-222 aC). Ctesibi va ser probablement el primer director del Museu d'Alexandria en l'època de Ptolemeu I Soter i del seu successor Ptolemeu II Filadelf. Se sap poc de la seva vida i obra. El seu pare era barber i ell mateix hi va treballar durant part de la seva vida, però preferia la mecànica.

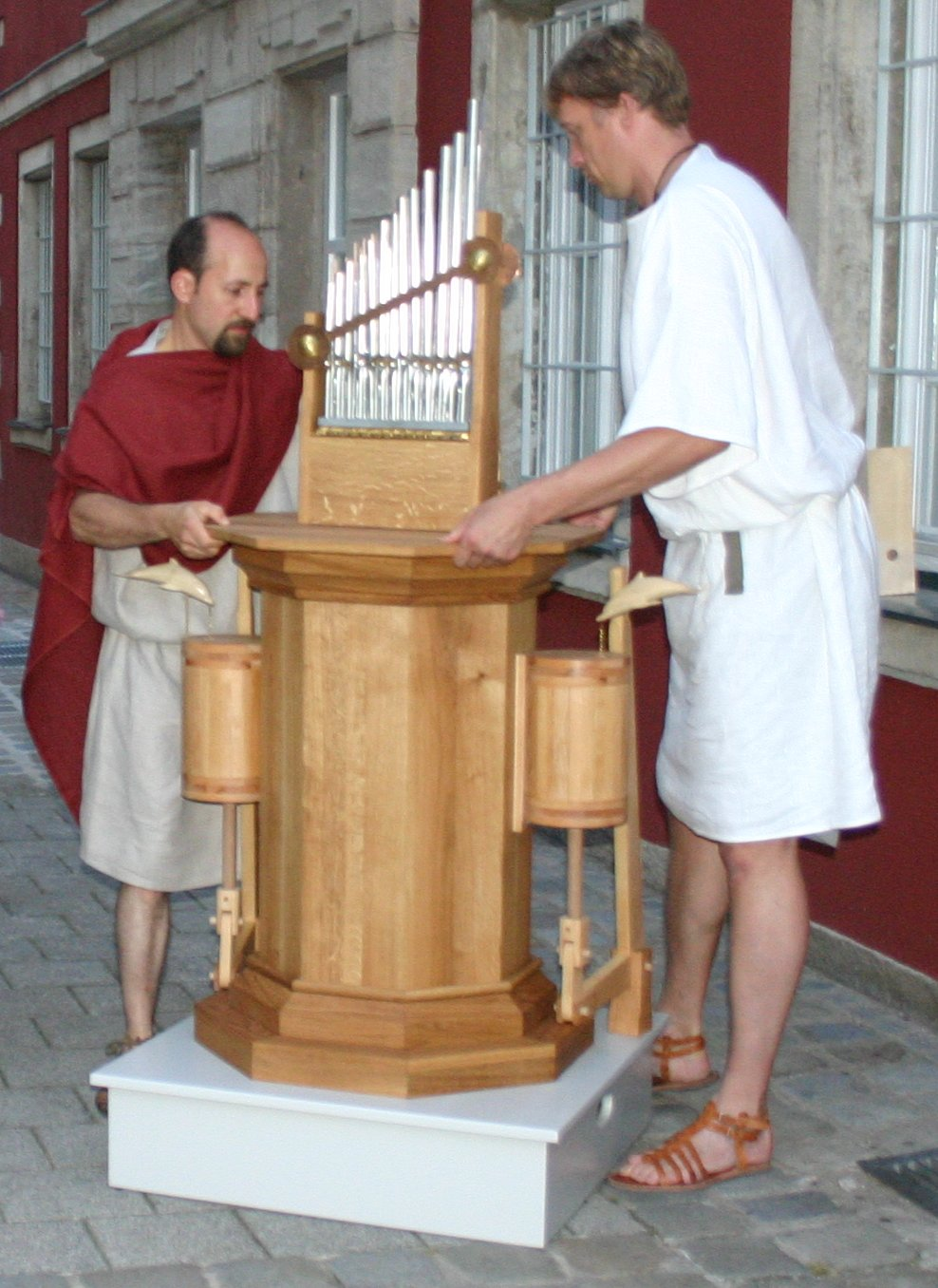
Reconstrucció moderna d'un Hydraulis

## Contribucions a la tecnologia
Se li atribueix l'obra Βελοποιϊκά, sobre construcció d'armes de guerra, però sembla que més aviat correspon a Heró d'Alexandria, que podria ser el seu fill. Va descriure la força elàstica de l'aire per aplicar-la com a força de moviment, escrivint el primer tractat científic sobre aire comprimit emprant per a la seva elaboració bombes pneumàtiques (i fins i tot canons). Aquestes investigacions, juntament amb els assajos d'elasticitat de l'aire, li han concedit la fama de ser "pare de la pneumàtica".
Va inventar un mirall ajustable mitjançant una palanca de contrapès. Les seves altres invencions són relatives a la hidràulica, un orgue hidràulic (hydraulis, ὕδραυλις) considerat com el precursor del modern instrument musical i va perfeccionar el rellotge d'aigua, denominat clepsidra. La clepsidra tenia major precisió que qualsevol dels rellotges inventats fins al segle xvii, quan el físic holandès Christiaan Huygens va emprar un pèndol per a regular la maquinària del rellotge. També s'atribueix a Ctesibi el principi del sifó.
Els últims científics de l'antiguitat que mencionen la seva obra són Procle (que va comentar algunes obres d'Euclides) en el segle v, i Heró d'Alexandria. D'ell, Ateneu de Naucratis en cita una recopilació d'escrits, els Memorabilia, perduts amb el pas del temps. Vitruvi diu que va escriure diverses obres, però no se'n coneix el títol ni s'han conservat.